# Dicamptodon
Dicamptodon is een geslacht van salamanders uit de familie van de molsalamanders (Ambystomatidae). De groep werd lange tijd als aparte familie gezien (Dicamptodontidae). De groep werd voor het eerst wetenschappelijk beschreven door Alexander Strauch in 1870. Later werd de wetenschappelijke naam Chondrotus gebruikt. 
Er zijn vier soorten die voorkomen in Noord-Amerika, de verschillende soorten leven in de landen Canada en de Verenigde Staten. Met een lengte van 20 tot 30 centimeter zijn het de grootste op het land levende salamanders.
Ze eten vanwege hun grotere gestalte ook wat grotere prooien zoals kleine knaagdieren, en kunnen stevig bijten bij verstoring. De salamanders leven in beboste gebieden met permanente wateren voor de ontwikkeling van de larven. Alle soorten schuilen overdag en foerageren 's nachts.

## Soorten
- Dicamptodon aterrimus
- Dicamptodon copei
- Dicamptodon ensatus – Pacifische reuzensalamander
- Dicamptodon tenebrosus